# Yana Lucila Lema Otavalo
Yana Lucila Lema Otavalo (* 1974 in Peguche, Kanton Otavalo, Ecuador) ist eine ecuadorianische Journalistin, Schriftstellerin, Dichterin und Übersetzerin. Als Autorin schreibt sie auf Spanisch und Kichwa.

## Leben
Yana Lucila Lema Otavalo wuchs in Peguche auf, einer Kichwa-Gemeinde im Kanton Otavalo. Ihre Muttersprache ist Kichwa, doch erst als Studentin an der Universidad Central de Quito lernte sie dieses korrekt zu schreiben. Mehr als sieben Jahre lang arbeitete sie in der Nachrichtensendung Kichwapi von RTS und danach in der Nachrichtensendung Willaykuna von Ecuador TV (beide auf Kichwa).
2016 veröffentlichte sie ihre Erzählung Chaska auf Kichwa und Spanisch, und 2019 kam ihr ebenfalls zweisprachiger Gedichtband Tamyawan Shamukupani heraus. Darüber hinaus sammelte sie auch Gedichte: Hatun Taki – poemas a la madre tierra y a los abuelos, veröffentlicht 2013, Chawpi pachapi Arawikuna – nuestra propia palabra 2014 und Ñawpa pachamanta purik rimaykuna – Antiguas palabras andantes 2016.
Lema arbeitete zudem für die indigenen Organisationen CONAIE, ECUARUNARI und CONFENIAE. Sie wirkte an Buchmessen und Literaturfestivals mit, so in Quito, La Paz, La Habana, Guadalajara, Guayaquil, Medellín, Bogotá, México und Genf.
Lema ist Dozentin an der Universidad Central del Ecuador.

## Anerkennungen
Im Wettbewerb Mujeres, Imágenes y Testimonios in Cuenca erhielt Lema als Journalistin den Preis für Publikation. Im Tercer Festival de Cine y Vídeo de la Primeras Naciones de Abya Yala erhielt sie den Preis in der Kategorie „Bestes Video der traditionellen Medizin“. 2020 erhielt sie die Anerkennung Mujeres del Bicentenario 2020 von der Stadtgemeinde Guayaquil.

## Werke

### Erzählungen
- 2016: Chaska. Quito: Santillana.

### Gedichte
- 2019: Tamyawan shamukupani (“con la lluvia respetuosamente estoy viniendo”). Ciudad de Guatemala: Tujaal Ediciones.

### Kompilationen von Gedichten
- 2013: Hatun Taki: Poemas de la Madre Tierra y a los Abuelos. Quito: Ediciones Abya-Yala y Centro de Estudios sobre El Buen Vivir y Sumak Kawsay.
- 2016: Ñawpa pachamanta purik rimaykuna (Antiguas palabras andantes). Quito: Casa de la Cultura Ecuatoriana Benjamín Carrión, Dirección de Publicaciones.
- 2016: Chawpi Pachapi Arawikuna: Nuestra propia palabra. Quito: Editorial Abya-Yala.